# 維達夫卡河
51°30′34″N 18°52′07″E / 51.509496°N 18.868622°E
維達夫卡河是波蘭的河流，位於該國中部羅茲省，處於首都華沙西南面170公里，屬於瓦爾塔河的右支流，河道全長100公里，流域面積2,385平方公里。